# Sarcoglottis
Sarcoglottis es un género de orquídeas de hábito terrestre, perteneciente a la subfamilia Orchidoideae. Son originarias de América.

## Especies deSarcoglottis
A continuación se brinda un listado de las especies del género Sarcoglottis aceptadas hasta mayo de 2011, ordenadas alfabéticamente. Para cada una se indica el nombre binomial seguido del autor, abreviado según las convenciones y usos y la publicación válida.
- Anexo:Especies de Sarcoglottis